# 賓漢谷銅礦場
宾厄姆峡谷矿场（Bingham Canyon Mine），当地人更常称之为肯尼科特铜矿（Kennecott Copper Mine），是一个开采大型斑岩铜矿的露天矿山作业，位于犹他州盐湖城西南部的奥基尔山脉。该矿是世界上最大的人工挖掘物，也是世界上最深的露天矿，被认为是历史上产铜量最多的矿山——超过19,000,000短吨（17,000,000长吨；17,000,000吨）。该矿由英澳跨国集团力拓集团所有。宾厄姆峡谷矿场的铜矿业务通过肯尼科特犹他铜业公司管理，该公司负责矿山、一个浓缩厂、一个熔炼厂和一个精炼厂的运营。该矿自1906年以来一直在生产，导致了一个超过0.75英里（1,210米）深、2.5英里（4公里）宽、覆盖1,900英亩（3.0平方英里；770公顷；7.7平方公里）的大坑的形成。1966年，它被指定为国家历史地标，名为宾厄姆峡谷露天铜矿。该矿在2013年4月经历了一次大规模的滑坡，以及在2013年9月发生了一次较小的滑坡。

## 历史
1848年，两兄弟桑福德和托马斯·宾厄姆，他们是1847年9月来到这里的末日圣徒先驱者伊拉斯塔斯·宾厄姆的儿子们，在宾厄姆峡谷首次发现了铜矿石形式的矿物。他们将这一发现报告给他们的领袖布里格汉姆·杨，杨建议他们不要追求采矿作业，因为当时生存和建立定居点是最重要的。兄弟俩按照指示将其应用于该目的，并没有提出任何要求。1850年，宾厄姆家族前往定居现在的韦伯县，留下的峡谷至今仍以他们的名字命名。
宾厄姆矿是历史上的西山矿业区的一部分。直到1863年9月17日，随着犹他州矿业区的组织化，才开始提取矿石，峡谷的矿产资源潜力开始被广泛认识到。最初的矿权是在1863年9月17日，即该区域组织成立的那天，定位的“Jordan S.M.Co”（银矿公司）。紧随其后的还有其他矿权，包括1864年的Galina和Independence，以及1865年的Buckeye和Spanish。乔治·B·奥吉尔维和其他23人于1870年定位了西乔丹矿权。起初，采矿仅限于砂金、铅银和铜金。斑岩铜矿需要加工和铁路，铁路于1873年达到峡谷。
伊诺斯·安德鲁·沃尔从1887年开始开采矿权。他在自己的200英亩（81公顷）土地上进行的广泛隧道和试掘坑表明，矿石含有2%的铜。
19世纪的峡谷矿场规模相对较小，直到世纪末，才开始发展利用峡谷矿体的大规模开采，采用了露天采矿法。1896年，塞缪尔·纽豪斯和托马斯·威尔获得了富含铜、银和金的高地男孩矿。他们与英国投资者一起成立了犹他联合金矿有限公司。随后，他们又成立了波士顿联合金铜公司有限公司，用于开发与犹他铜业公司场址相邻的低品位铜矿。
1903年，另一个重大发展是丹尼尔·C·杰克林和伊诺斯·A·沃尔组织成立了犹他铜业公司。犹他铜业公司立即开始在峡谷口外的科珀顿建设一个试验磨厂，并且该公司实际上在1906年开始采矿。
犹他铜业公司在宾厄姆峡谷成功开采巨大但低品位的斑岩铜矿体，这一成功基于杰克林1904年决定使用露天采矿、蒸汽铲和铁路的决策。该矿成为“铁路-矿坑作业”的展示场所，由矿场和ASARCO冶炼作业定义的工业复合体，到1912年成为“世界上最大的工业采矿复合体”。
犹他铜业公司和波士顿联合公司在1906年他们的各自地表作业接近对方时合并。肯尼科特铜业公司于1915年购买了犹他铜业25%的财务利益，该比例在1923年增加到了75%。肯尼科特铜业公司成立是为了在阿拉斯加的肯尼科特经营矿山。
宾厄姆峡谷矿场迅速扩张，到了20世纪20年代，该地区成为了一片繁忙的活动区域。大约有15,000人居住在峡谷中，这些人来自不同的民族背景，他们住在建造在陡峭峡谷壁上的大型居住社区中。随着采矿技术的改进，人口迅速下降，几个矿山营地被不断扩大的矿场吞没。到了1980年，当Lark被拆除时，只剩下位于宾厄姆峡谷入口处、拥有800人口的科珀顿。
到1911年存在的21个独立采矿作业到1970年被整合为两个：肯尼科特和安纳康达矿产公司。1985年，肯尼科特的犹他铜业停止了露天采矿作业。1986年，肯尼科特在附近的巴尼峡谷发现了金矿。
肯尼科特铜业公司（KCC）在1981年被Sohio收购，之后在BP矿产购买资产后于1987年重新开放矿山。1989年，力拓集团收购了该资产，对矿山、磨坊和冶炼厂进行了现代化改造。
露天采矿场的所有者用输送带和管道替换了过时的1000车铁路系统来运输矿石和废料，这减少了近30%的成本，并使运营重新盈利。

## 滑坡
2013年4月10日晚上9:30，矿场发生了一次滑坡。大约2.3到2.5亿立方英尺（65×10^6到70×10^6立方米）的土壤和岩石轰然滑落矿坑一侧。这可能是北美历史上最大的非火山性滑坡。考虑到矿坑的陡峭壁面使其有高风险发生滑坡，之前已经安装了一个干涉仪雷达系统来监测地面稳定性。由于这个系统产生的警告，采矿作业在滑坡发生前一天就已经被关闭，因此没有人员受伤。这次巨大的滑坡预计将导致开采的铜产量减少10万吨（9.8万长吨；11万短吨）。2013年9月11日，第二次滑坡导致100名工人被疏散。另一次较轻微的滑坡发生在2021年5月31日。

## 环境历史
与其他工业时代的采矿作业类似，矿场历史上对鱼类和野生动物的栖息地产生了不利的环境影响，同时也造成了空气和水污染，给周围的公众创造了健康危害。关注环境保护的不同联邦机构使用严格的法律规则来施压肯尼科特铜矿的子公司，使其遵守环境法规。自1990年代初以来，肯尼科特已经在清理受影响区域上花费了超过4亿美元，以避免被列入超级基金国家优先名单（NPL）所需遵守的监管法律。

### 地质结构
宾厄姆峡谷的矿床位于宾厄姆褶皱带内，它们是一种斑岩铜矿床，由石英闪长岩斑岩侵入沉积岩形成。这些矿床围绕宾厄姆岩体显示出同心的蚀变模式和矿物分带。这些带区包括一个包含磁铁矿的中心核心，其次是“一个铜含量低的钼矿带，一个较高品位的黄铜矿-黄铜矿-金矿带，一个黄铁矿-黄铜矿带，一个黄铁矿带，以及最外层的铅锌带”。
在构造上，晚古生代岩石在白垩纪的塞维尔造山运动期间被逆冲断层推覆在前寒武纪克拉通上。这些岩石后来在第三纪期间被花岗岩类岩石侵入并发生了蚀变。这次火成事件是金、银及其他基本金属沉积的来源。
铜和钼的硫化物矿物分散在被侵入的岩体及其相邻的碳酸盐沉积岩矽卡岩中。宾厄姆峡谷中的主要地层岩石是上宾夕法尼亚纪的砂岩、石英岩和石灰石，被称为奥基尔群中的宾厄姆矿床形成。中心斑岩矿石是由地幔热液循环形成的，而外围脉石和沉积岩中的矿床则是在岩浆水和降水混合时的较低温度下形成的。

### 恢复过程
提取出的矿石在附近的犹他州马格纳的肯尼科特冶炼厂进行处理。矿石先通过一个浓缩器，其中研磨机将其研磨至面粉般的细度。随后，浮选过程将杂质与含金属的粒子分离，这些含金属的粒子浮出为含铜28%的精矿，同时还含有较少量的银、金、铅、钼、铂和钯。一个选择性浮选步骤将辉钼矿（二硫化钼）从黄铜矿中分离出来。
过滤后的精矿浆液通过管道输送17英里（27公里）至冶炼厂，在那里它被干燥，然后与氧气一起注入闪速熔炼炉中以氧化铁和硫。氧化后的铁被撇除，而二氧化硫气体被捕获并送往现场的酸厂转化为有价值的硫酸——每年一百万吨。
留下的是一种叫做熔融的硫化铜的物质，称为铜锍。70%铜的铜锍用水淬火形成类似沙的固体，然后与氧气一起注入闪速转化炉，产生熔融的、纯度为98.6%的铜。然后这些铜被铸造成700磅（320公斤）的阳极板，并通过铁路运往精炼厂。
在精炼厂，阳极板被压平并与不锈钢阴极板交错放置。自动化机器人将准备好的阳极放入含有酸性电解液的电池中。当电池通电时，阳极慢慢溶解，释放出的铜离子沉积在阴极上，形成99.99%纯度的铜。
杂质和贵金属沉积在电解电池的底部，形成阳极泥。一个氯化浸出过程回收金和银，这些金银在感应炉中熔化。

## 运营
肯尼科特的宾厄姆峡谷矿是世界上最大的人工挖掘地表，肉眼可从轨道航天飞机上看见。该矿雇佣了大约2,000名工人，每日从矿中移除450,000短吨（400,000长吨；410,000吨）的材料。电动铲子一次能够装载高达56立方码（43立方米）或98短吨（88长吨；89吨）的矿石。矿石被装载进64辆大型卡车中，每辆卡车一次能运载255短吨（228长吨；231吨）的矿石；这些卡车自身的成本约为300万美元每辆。有一系列长达五英里（8公里）的输送带将矿石运往科珀顿浓缩器和浮选厂。最长的输送带长达3英里（4.8公里）。
截至2010年，肯尼科特犹他铜业是美国第二大铜生产商，提供了美国约13-18%的铜需求。它是世界上产铜最多的矿山之一，产量超过18.7百万短吨（16.7百万长吨；17.0百万吨）。每年，肯尼科特产出约30万短吨（272千吨或268千长吨）的铜，以及40万特洛伊盎司（13.7短吨12.4吨或12.2长吨）的金，400万特洛伊盎司（124吨，137短吨或122长吨）的银，大约1万短吨（9,100吨或8,900长吨）的钼，以及约100万短吨（910千吨或890千长吨）的硫酸——一种冶炼过程的副产品。力拓集团于1989年购买了肯尼科特犹他铜业，并已在KUC的现代化操作上投资了约20亿美元。

### 生产
宾厄姆峡谷证明是世界上最高产的矿山之一。截至2004年，其矿石产出超过1700万吨（15.4百万吨）的铜，2300万盎司（715吨）的金，1.9亿盎司（5900吨）的银，以及8.5亿磅（386千吨）的钼。从宾厄姆峡谷矿提取的资源价值超过了康斯托克矿脉、克朗代克和加利福尼亚淘金热矿区的总和。到2023年，智利、印度尼西亚、亚利桑那、秘鲁、刚果民主共和国和赞比亚的矿山超过了宾厄姆峡谷的年产量。2005年钼的高价使得那一年在宾厄姆峡谷生产的钼的价值超过了铜。2006年在宾厄姆峡谷生产的金属价值达到了18亿美元。截至2023年，这个地点每年产约150,000短吨（140,000吨）的铜矿石。